# Matteo Liberatore
Matteo Liberatore (Salerno, 14. kolovoza 1810. – Rim, 18. listopada 1892.) bio je talijanski neoskolastički filozof i teolog.
Nakon stupanja u Družbu Isusovu studirao je filozofiju i teologiju te potom u Napulju predavao filozofiju, a poslije teologiju. Bio je suosnivačem katoličkog lista Civiltà Cattolica. U svojoj filozofiji nastojao je oko sinteze tomizma odbacujući svaki ontologizam, pa se obično smatra jednim od najvažnijih predstavnika suvremenoga filozofijskog neotomizma, to jest neoskolastike, u Italiji.
Neka od glavnih njegovih djela jesu:
- Zasade filozofije (Institutiones philosophicæ, I. – II., 1840. – 1842.)[3]
- O intelektualnoj spoznaji (Della connoscenza intellettuale, I. – II., 1857. – 1858.)[4][5]
- Crkva i država (La Chiesa e lo Stato, 1871.).[6]